# Halycaea sugonjaevi
Halycaea sugonjaevi (лат.) — вид паразитических наездников рода Halycaea из семейства Braconidae. Юго-Восточная Азия: Вьетнам (Thua Thien-Hue). Длина самки 13,6 мм (переднее крыло — 9,0 мм). Голова красновато-рыжая, грудь, усики и брюшко чёрные. Тегулы жёлтые, щупики белые. Усики 70-члениковые. Вид был впервые описан в 2015 году вьетнамским энтомологом Khuat Dang Long (Institute for Ecology and Biological Resources, Вьетнамская академия наук и технологий, Ханой, Вьетнам) и российским гименоптерологом С. А. Белокобыльским (ЗИН РАН, Санкт-Петербург, Россия). Видовое название дано в честь крупного российского энтомолога профессора Евгения Семеновича Сугоняева (1931—2014). Вид сходен с Halycaea sonata Belokobylskij.